# إيثان راسيل
إيثان راسيل (بالإنجليزية: Ethan Russell)‏ هو مصور بريطاني، ولد في 26 نوفمبر 1945 في ماونت كيسكو في الولايات المتحدة.

## وصلات خارجية
- إيثان راسيل على موقع ميوزك برينز (الإنجليزية)